# Tamara Ecclestone
Tamara Ecclestone (Milano, 28 giugno 1984) è una modella e conduttrice televisiva britannica con passaporto croato.

## Biografia
Tamara Ecclestone è nata a Milano, figlia del magnate Bernie Ecclestone, storico "patron" della Formula 1, e della seconda moglie, la modella croata e musa di Armani Slavica Ecclestone. Ha una sorella minore, Petra e una sorellastra maggiore, Deborah, nata dal primo matrimonio del padre. Tamara è cresciuta nei Paesi Bassi e successivamente a Londra, dove però non ha terminato gli studi.

### Carriera
Nel 2009 Tamara è stata inviata durante il campionato mondiale di Formula 1 2009 per Sky Sport. È stata anche coinvolta in una serie di altre produzioni sullo stile di vita e glamour, dopo aver fatto il suo effettivo debutto televisivo nel 2006, presentando la Red Bull Air Race del Campionato Mondiale per Channel 4. Era prevista la sua partecipazione al Festival di Sanremo 2012, ma poi è stata esclusa dall'evento.
Dal 7 marzo 2012 conduce Tamara Ecclestone: Billion $$ Girl nello slot di prime time di E! Entertainment in esclusiva per l'Italia su SKY.

### Attività umanitarie
La Ecclestone si è occupata di raccolta di fondi per il Great Ormond Street Hospital e di altre attività a favore dei bambini malati. Ha anche posato per la PETA contro l'uso di pellicce.

### Controversie
La Ecclestone era stata scelta, in coppia con Ivana Mrázová, dalla Rai per presentare il Festival di Sanremo 2012 insieme a Gianni Morandi e Rocco Papaleo, ma lei (a differenza della collega citata) è stata in seguito "cacciata" durante le prove su ordine della direzione generale dell'evento perché considerata "troppo capricciosa". La diretta interessata, però, ha categoricamente smentito la versione data dalla Rai in una intervista al Chiambretti Sunday Show, accusando la Rai di averla usata per creare uno "scandalo" (ovvero la sua "cacciata") al fine di pubblicizzare la kermesse a pochi giorni dall'inizio. Insieme alle polemiche legate alla partecipazione di Adriano Celentano (e al suo compenso) all'evento, la "cacciata" di Tamara è stata, in effetti, al centro di aspre polemiche mediatiche prima dell'inizio della kermesse.

## Vita privata
L'11 giugno 2013, ha sposato l'agente di cambio Jay Rutland a Cap Ferrat, nel sud della Francia, le nozze sono costate oltre 7 milioni di sterline. Il 17 marzo 2014 nasce la figlia Sophia.